# Giuseppe Medici
Giuseppe Medici (Sassuolo, 24 ottobre 1907 – Roma, 21 agosto 2000) è stato un economista e politico italiano.

## Biografia

### L'insegnamento
Nacque a Sassuolo, in provincia di Modena, da Agostino ed Ersilia Messori, secondo di quattro figli. Il padre, muratore e poi capomastro, aveva creato una piccola impresa edile. Nel 1926, diplomatosi geometra all'Istituto Guarini di Modena, si iscrisse all'Istituto Superiore Agrario di Milano dove si laureò in Scienze Agrarie nel 1929 con una tesi sulla economia della irrigazione nella pianura lombarda. Assolti gli obblighi militari, insegnò per breve tempo nell'Istituto Tecnico per Geometri di Piacenza. Nel 1930 diede alle stampe numerose pubblicazioni e nel 1931 divenne assistente di Giuseppe Tassinari; l'anno successivo fu libero docente di economia e politica agraria presso l'Università di Bologna. A quegli anni risalgono i suoi legami con studiosi quali Felice Vinci, Gustavo del Vecchio, Pier Silverio Leicht e Giuseppe Albini. Nel 1933 vinse il concorso per la cattedra presso l'Università di Perugia e fu poi chiamato ad insegnare presso l'Università di Torino.
Nel 1934 pubblicò la Introduzione all'estimo agrario che prelude ai Principi di estimo del 1948, testo che conoscerà molte edizioni e sarà adottato in numerose scuole. I suoi studi nel campo dell'estimo lo fecero conoscere anche all'estero, alcune università straniere lo invitarono a tenere corsi e conferenze. In quello stesso anno aveva sposato Grazia Fiandri, con cui ebbe tre figli. 
Nel 1940 scrisse numerose voci di agricoltura nel Dizionario di Politica del Partito Nazionale Fascista.
Fu capo dell'Ufficio Studi del ministero dell'Agricoltura, partecipò attivamente alla redazione del codice civile del 1942. Le disposizioni del libro V in materia di diritto agrario furono allestite da un sottocomitato all'interno del quale Medici ebbe un ruolo preminente, e gran parte di quelle norme furono redatte da lui in persona.
Contemporaneamente all'insegnamento svolse un'attività scientifica incentrata sui temi dell'agricoltura, della riforma agraria e della bonifica: il suo lavoro Le bonifiche di Santa Eufemia e di Rosarno, che risulta ancora fondamentale per le implicazioni metodologiche tuttora valide; nel 1942 con lo pseudonimo Giuseppe Sassuolo pubblicò alcuni opuscoli sulla questione della riforma agraria che divennero poi La riforma agraria in Italia pubblicato dal Partito liberale italiano.
Nel luglio del 1943 prese parte ai lavori che portarono alla redazione del Codice di Camaldoli.
Nel 1960 venne chiamato a reggere la cattedra di Politica Economica e Finanziaria della facoltà di Scienze Politiche dell'Università di Roma e divenne presidente dell'Accademia nazionale di agricoltura; dal 1961 iniziò la pubblicazione dei Quaderni di sociologia rurale; alla rivista, diretta da Corrado Barberis, collaborarono, fra gli altri, Manlio Rossi Doria e Umberto Zanotti Bianco.

### La politica con il PLI
Infatti, sebbene avesse studiato con Arrigo Serpieri e Giuseppe Tassinari, storiografi dell'agricoltura, riconosceva come guida Luigi Einaudi: questi già dalla fine degli anni trenta aveva pubblicato alcuni articoli del futuro senatore sulla "Riforma sociale", lo aveva avvicinato al partito liberale clandestino e al movimento di liberazione dove era entrato in relazione con Manlio Brosio, Leone Cattani, Pietro Campilli ed Ezio Vanoni.
Dal 1945 in poi avrà rapporti sempre più frequenti con gli ambienti politici grazie soprattutto alle competenze in agraria: fu chiamato da Manlio Rossi Doria a dare il suo contributo alla soluzione dei problemi dell'economia agricola in Italia e fu inserito nella delegazione italiana che nel 1947 si recava negli Stati Uniti per discutere del Piano Marshall.
Nel 1946 si svolse in Italia il referendum istituzionale, l'Italia divenne una la Repubblica. Medici non aveva condiviso la scelta del partito liberale, composto in massima parte da monarchici, di lasciare libertà di voto ai suoi elettori. Riteneva che una chiara presa di posizione del partito non avrebbe cambiato l'esito della consultazione ma avrebbe rafforzato il partito grazie all'afflusso dei cittadini che invece andarono in gran parte a costituire il partito monarchico.

### L'adesione alla DC
Giusta o no che fosse questa analisi, fu un motivo in più per ascoltare le incitazioni di Giuseppe Dossetti ad avvicinarsi alla Democrazia Cristiana.
Le condizioni sociali ed economiche dell'Italia del dopoguerra erano quasi drammatiche. La disoccupazione cresceva come i prezzi e con essi il malcontento della popolazione. Le tensioni si sentivano in tutto il paese ma il settore agricolo mostrava le più evidenti difficoltà, al sud come al nord.
Nel 1946 era stato pubblicato a Milano, da Rizzoli, il suo L'Agricoltura e la riforma agraria. Il libro è una descrizione delle condizioni delle campagne italiane determinate dalle diversità di clima, posizione geografica, condizioni socio-economiche e culturali. L'autore proponeva una riforma adeguata alle diverse condizioni locali: la riforma doveva riguardare i contratti agrari, soprattutto nelle zone agricole settentrionali, e la redistribuzione della terra nelle zone centro-meridionali dove ancora dominava il latifondo. La riforma agraria era sentita da Medici, e da Einaudi, come una riforma liberale in quanto creava un mercato della terra, ove non esisteva, e movimenti benefici in un panorama altrimenti stagnante. Le premesse necessarie erano costituite da un ‘colpo di rottura’ che sommovesse gli equilibri preesistenti favorendo la formazione di una più diffusa proprietà agricola.
La riforma non poteva essere disgiunta da sostanziali interventi di bonifica del suolo e di irrigazione. Il duplice problema dell'irrigazione da cui derivava quello più generale della politica delle acque fu uno dei suoi temi principali.

### L'attività al Senato
Fu nominato presidente dell'INEA; fu candidato al Senato per la Democrazia Cristiana nel collegio di Modena e Sassuolo per le elezioni del 1948. Con le elezioni del 18 luglio fu eletto, e sarebbe rimasto in Parlamento per ventotto anni. La sua attività come parlamentare, ministro e presidente di consorzi di bonifica fu dedicata allo sviluppo dell'agricoltura italiana. Oltre della riforma agraria, promosse una legge per la difesa dei prodotti tipici.

Giuseppe Medici intervistato dal Vice direttore del settimanale Terra e Vita

Nel 1951 fu nominato presidente dell'Ente per la riforma fondiaria della Maremma e del Fucino e nel 1954 divenne ministro dell'Agricoltura. Dal 1945 fu Presidente della Commissione Censuaria centrale, organo tecnico giurisdizionale in materia di catasto dei terreni e dei fabbricati. Nel 1956, in seguito alla morte del titolare Ezio Vanoni, fu nominato Ministro del tesoro; l'incarico gli fu confermato nei governi successivi.

### L'attività ministeriale
Nel 1958 divenne Ministro del bilancio, e al Ministero incontrò Renata Donadi con la quale collaborò per anni e che diverrà negli anni della vecchiaia la sua compagna.
Nel 1959 come ministro della Pubblica Istruzione elaborò il “Piano per lo sviluppo della scuola”, con cui la scuola media si avviò ad essere indirizzata a tutti gli italiani. Fra le altre cose promosse la costruzione di collegi universitari che riteneva fondamentali per la educazione nelle università.
Nominato nel 1962 ministro per la riforma della Pubblica amministrazione nel Quarto governo Fanfani. Medici si dedicò allo studio di un progetto per l'Efficienza della Pubblica Amministrazione nello Stato Moderno. Dal 1963 fu ministro dell'Industria e del Commercio nel primo e secondo governo Moro, e lavorò alla riorganizzazione del Comitato Nazionale per l'Energia Nucleare. Lasciato il ministero il 5 maggio 1965, nel 1968 fu Ministro degli affari esteri nel secondo governo Leone. 
Nel 1967, nominato presidente della Associazione Nazionale delle bonifiche, contribuì alla pubblicazione del volume "Il mondo ha sete" e dal 1969 presiedette la Conferenza Nazionale delle Acque.

## La "Commissione Medici"
Nel 1969 fu designato a far parte della Commissione parlamentare di inchiesta sui fatti della criminalità in Sardegna, di cui fu nominato presidente e che è nota come "Commissione Medici". La Commissione produsse una relazione di maggioranza, di cui fu relatore lo stesso Medici, ed una di minoranza a firma del senatore missino Alfredo Pazzaglia, oltre che un vivace dibattito cui sovente partecipò il senatore Ignazio Pirastu (che a lavori conclusi diede alle stampe il saggio Il banditismo in Sardegna).
Le conclusioni cui pervenne la maggioranza, che attribuivano al ruolo del pastore barbaricino la più critica centralità nello sviluppo della fenomenologia criminale oggetto di studio, non hanno riscosso nell'isola unanime condivisione.
La posizione finale della Commissione può racchiudersi nelle seguenti conclusioni del Medici:
(Giuseppe Medici, Relazione conclusiva Commissione parlamentare di inchiesta sui fatti della criminalità in Sardegna)
Fra le posizioni in contrasto con gli esiti della Commissione, ci fu quella del procuratore generale della Sardegna, espressa in occasione dell'anno giudiziario 1973; il magistrato affermò non essere "fondata né appropriata" un'imputazione delle cause del banditismo "alle strutture e alle condizioni ambientali". Pietro Soddu, a lungo segretario regionale della Democrazia Cristiana negli anni '60, ha sottolineato sia che le soluzioni proposte dalla Commissione (in parte attuate con il cosiddetto "Piano di Rinascita") erano già state elaborate a livello regionale dieci anni prima, sia che la «sin troppo mitizzata» (ancorché di spirito positivo) Commissione aveva proposto uno schema di intervento «nato già finito».

## Altre attività

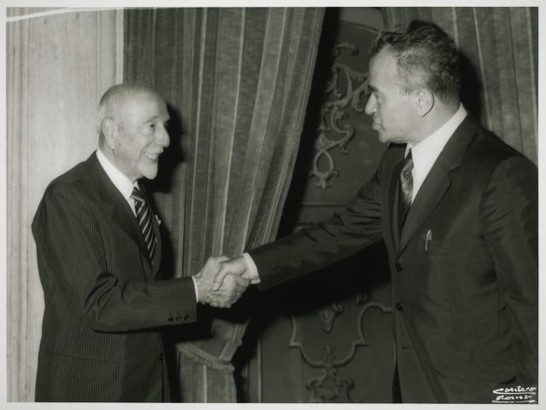
Giuseppe Medici ricevuto da Pietro Ingrao, presidente della Camera dei deputati

Nel 1970 Emilio Sereni lo volle, insieme a Corrado Barberis, nel comitato scientifico della Fondazione Cervi, Istituto fondato per iniziativa dello stesso Sereni. Tornò Ministro degli affari esteri dal luglio 1972 al luglio 1973, nel secondo governo Andreotti.
Nel 1974 fu presidente della Conferenza mondiale dell'ONU per i problemi della fame nel mondo. Restò al Senato fino al 1976.

### Gli ultimi anni
Nel 1977, dopo aver rinunciato a ricandidarsi al Senato, accettò la nomina a presidente della Montedison, carica che rivestirà fino al 1980. Gli anni che seguirono furono anni di studio, riflessioni e impegno: professore emerito all'Università di Roma La Sapienza e presidente di Nomisma, il centro di studi economici bolognese e dell'ANBI, Associazione Nazionale delle Bonifiche dove rimase fino al 1996.

## Incarichi ministeriali
- Ministro dell'agricoltura e delle foreste nel I Governo Fanfani e nel Governo Scelba.
- Ministro del bilancio nel Governo Fanfani II;
- Ministro per la pubblica istruzione nel Governo Segni II;
- Ministro per la riforma della pubblica amministrazione nel Governo Fanfani IV;
- Ministro degli Affari Esteri nel Governo Leone II e Governo Andreotti II;
- Ministro dell'industria e del commercio nel I e nel Governo Moro II fino al 5 marzo 1965.

## Pubblicazioni di Giuseppe Medici
- Atti del congresso internazionale per la conservazione e la distribuzione degli ortofrutticoli (2 vv.) 1963
- Atti della conferenza nazionale per l'ortoflorofrutticoltura (7 vv.) 1966-68
- Modelli di azienda per l'aggiornamento della nostra agricoltura (5 vv.) 1974
- Valutazione economica nell'impiego irriguo dell'acqua (3 vv.) 1974. 1975
- Proposta di modelli e di guida zonale per l'ammodernamento delle aziende (3 vv.) 1975
- La questione forestale in Italia 1976
- Modelli di azienda a base cooperativa (6 vv.) 1977
- Corsi di aggiornamento sulla difesa antiparassitaria e il diserbo alla luce dei nuovi orientamenti di lotta guidata (3 vv.) 1978-1980
- Corso di aggiornamento sulla difesa antiparassitaria e il diserbo chimico della vite, dell'olivo, degli agrumi e delle piante orticole in serra 1979
- Miglioramenti dei cedui italiani 1979
- Produttività e valorizzazione dei castagneti da frutto e dei cedui di castagno 1979
- Atti degli incontri di studio sui problemi della collina italiana 1980
- Corso di aggiornamento sulla difesa antiparassitaria e il diserbo chimico del grano, della barbabietola, dell'olivo e dei fiori 1980
- La valorizzazione delle risorse forestali italiane (4 vv.) 1980
- Calendari di lavoro per la barbabietola da zucchero e l'olivo 1980
- Produzione zootecnica nazionale e industriale farmaceutica veterinaria 1980
- Analisi dell'efficienza strutturale delle produzioni animali (2 vv.) 1983
- Le voci della collina 1983
- Indagine sul recupero produttivo e sistemazione dei terreni marginali degradati (3 vv.) 1983-1987
- Indicazioni per l'ammodernamento dell'olivicoltura italiana 1984
- Modalità di formazione di aziende di tipo estensivo in zone di abbandono 1985
- Problemi e prospettive degli allevamenti in Italia 1986
- Agricoltura e ambiente 1987-1988
- Arboricoltura da legno in collina e in montagna 1988
- Il sistema produttivo del latte e dei suoi derivati 1988
- Programma di studio sull'uso dell'alcool etilico da biomassa come carburante 1988
- Il sistema produttivo delle carni e dei prodotti carnei 1990
- Utilizzo di biomasse vegetali per la produzione di carburante 1993
- Le quote latte nel mondo 1994
- Economia dell'alimentazione animale 1997
- Inventario dell'archivio storico dell'Accademia Nazionale di Agricoltura 2001